# Anagramme (jeu)
Pour les autres significations, voir Anagramme.
Anagramme est un jeu de société créé par Pascal Thoniel en 2005 et édité par Cocktailgames dans sa gamme jeu de poche.
Pour 2 à 6 joueurs, à partir de 12 ans pour environ 15 minutes.

## Principe général
Une anagramme consiste à former un mot à partir de lettres données d'un autre mot (CHIEN = NICHE).
Le jeu de poche Anagramme propose à deux joueurs ou deux équipes de trouver avant l'adversaire l'anagramme qui se trouve devant lui, chacun ayant en lecture une anagramme différente composée des mêmes lettres.

## Règle du jeu

### Matériel
- 46 cartes anagramme en plusieurs niveaux de difficulté ; chaque carte comporte 5 doubles anagrammes
- un support
- la règle du jeu

### Mise en place
Les adversaires conviennent de la ligne avec laquelle ils vont jouer, par exemple la première.

### But du jeu
Gagner 7 cartes avant l'adversaire.

### Déroulement
On prend une carte sans la regarder et on la place dans le support. Chaque équipe ne peut voir qu'une face de la carte et donc une version de la même anagramme. Par exemple, une équipe voit NICHE et l'autre voit CHIEN. Il s'agit maintenant de trouver le mot qui est sur l'autre face. Il existe parfois plusieurs solutions, mais la seule valable est celle que les adversaires voient. Dans le même exemple, le mot CHINE est une réponse valable, mais ce n'est pas celle qui est inscrite sur l'autre face.
Lorsqu'une équipe découvre l'anagramme, elle gagne la carte.

### Fin de partie et vainqueur
La première équipe qui remporte 7 cartes gagne la partie.

## Anecdote
Il n'est pas rare que dans le feu de l'action une équipe annonce le mot qui est devant elle. Il n'est alors pas interdit à l'équipe adverse de dire à son tour ce mot pour ainsi gagner la carte !